# NGC 1569
NGC 1569 és una galàxia irregular a la constel·lació de la Girafa visible amb telescopis d'afeccionat a una distància que originalment es pensava era de 2,4 megapàrsecs (7,8 milions d'anys llum) però que estudis realitzats el 2008 amb ajuda del Telescopi espacial Hubble, capaç de resoldre amb relativa facilitat els seus estels més brillants, mostren que és major, de 3,36 megapàrsecs (10,96 milions d'anys llum), cosa que la converteix en membre del grup IC 342.

## Propietats físiques
NGC 1569 és una galàxia petita i compacta, menor que el Petit Núvol de Magalhães, però més lluminosa que aquesta i el Gran Núvol de Magalhães.

### Esclat estel·lar

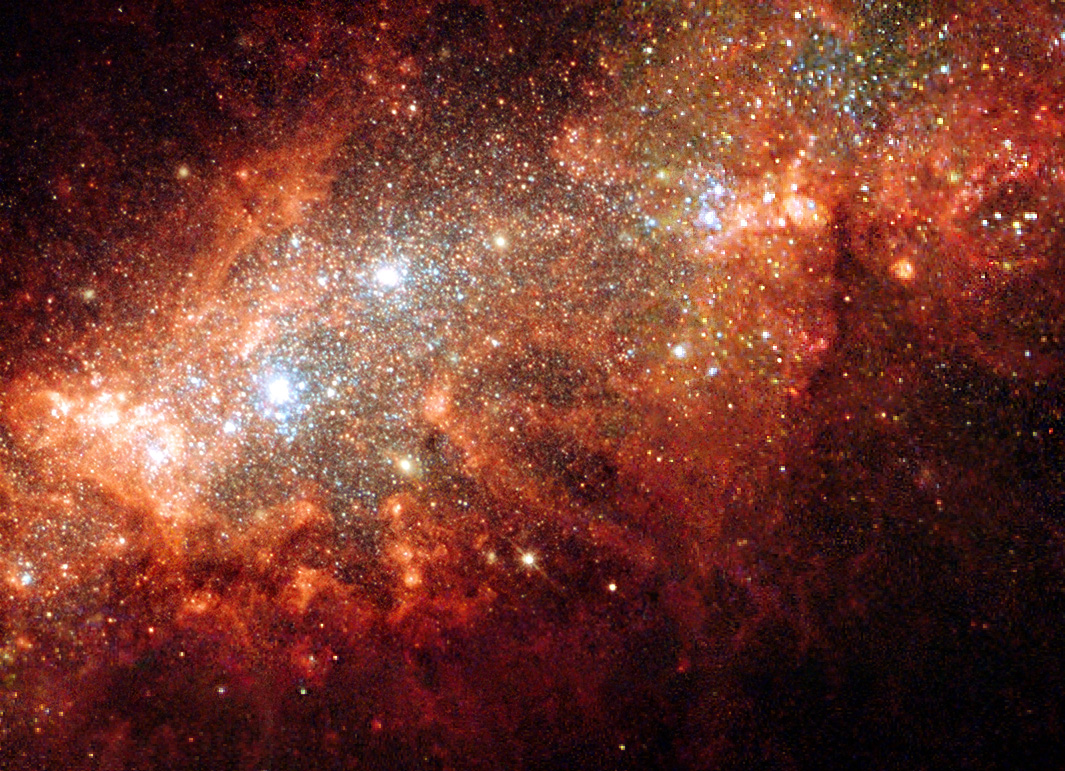
Centre d'NGC 1569 observat pel Telescopi espacial Hubble. Noten-se a l'esquerra del centre els dos supercúmuls estel·lars esmentats en l'article.

El tret més notable d'NGC 1569 és ser una galàxia amb esclat estel·lar que ha estat formant estels a un ritme 100 vegades superior al de la nostra galàxia des de fa 100 milions d'anys, destacant sobretot dos massius supercúmuls estel·lars, NGC 1569 A i NGC 1569 B, cadascun amb masses similars als dels cúmuls globulars de la Via Làctia, de l'ordre de (6-7) × 10⁵ masses solars que han estat experimentant formació estel·lar en diversos episodis.
NGC 1569 A, situat a la zona nord-oest de NGC 1569, està en realitat format per dos cúmuls menors: NGC 1569 A1 -que té estels més joves (de menys de 5 milions d'anys) incloent alguns estels Wolf-Rayet-, i NGC 1569 A2, més vell i que compta amb diversos estels supergegants vermells.
NGC 1569 B, per la seva banda, s'hi troba prop del centre de la galàxia i té una població estel·lar més vella (10-20 milions d'anys segons diversos autors) que inclou cert nombre d'estels supergegants vermells.
Hi ha també a més d'aquests dos super cúmuls estel·lars una gran quantitat de cúmuls estel·lars relativament joves (entre 2 i 1000 milions d'anys) i també bastant massius en alguns casos, amb masses comparables als d'un cúmul globular petit o a la de R136 en el Gran Núvol de Magalhães.
Les supernoves produïdes en aquests cúmuls estel·lars i els vents estel·lars dels seus estels han expulsat gas del seu veïnatge, formant filaments i bombolles de gas ionitzat de fins a 3,700 anys llum de llarg i 380 anys llum de diàmetre respectivament, que brillen amb llum vermellosa ionitzats pels estels joves situats dins d'elles i que són molt conspicus en fotografies preses amb telescopis grans.
Hom pensa que interaccions amb altres galàxies del grup IC 342, en particular amb el qual sembla un núvol d'hidrogen neutre, són les que han provocat aquesta intensa activitat de formació d'estels. Estudis més recents suggereixen interaccions també amb les galàxies IC 342 i UGCA 92 (veure a baix), en la forma de filaments de gas que uneixen NGC 1569 amb elles; no obstant això, no és clar si tals estructures estan associades amb aquestes galàxies o en realitat amb la nostra, estant molt més a prop i no tenint res a veure amb elles.

## Entorn
NGC 1569 té a prop una galàxia nana irregular, la UGCA 92, que encara que es considera de vegades companya seva no està molt clar si és o no responsable del fort esclat estel·lar que està experimentant.